# Santibáñez de la Peña
Santibáñez de la Peña è un comune spagnolo di 1 266 abitanti situato nella comunità autonoma di Castiglia e León.